# I Wanna (песма Мари Н)
„I Wanna”, такође позната у оригиналној верзији као „I Wonna”, била је победничка песма на такмичењу за Песму Евровизије 2002 . коју је на енглеском извела Мари Н , која је представљала Летонију. Овом победом Летонија је постала друга (и до сада последња) балтичка држава која је победила на такмичењу (Естонија је победила годину пре).
Песма је изведена двадесет и треће вечери, после Словеније. На крају гласања, добила је 176 поена, заузимајући прво место у конкуренцији 24 земље.
Песма је, међутим, била комерцијални неуспех и у Летонији и у Европи.
Мари (заједно са певачем групе Брејнсторм Ренарсом Кауперсом) је касније била домаћин такмичења за Песму Евровизије 2003.
Текст је релативно једноставан, а певачица каже свом љубавнику да жели да контролише њихову везу.